# روب جونز (مجدف)
روب جونز (بالإنجليزية: Robert Jones)‏ هو مجدف أمريكي، ولد في 7 سبتمبر 1985 في لوفتسفيل في الولايات المتحدة.

## وصلات خارجية
- روبرت جونز على موقع الاتحاد الدولي للتجديف (الإنجليزية)